# Udinese Calcio 2025-2026
Questa voce raccoglie le informazioni riguardanti l'Udinese Calcio nelle competizioni ufficiali della stagione 2025-2026.

## Stagione
La stagione 2025-2026 sarà per i friulani la 31ª consecutiva in serie A, nonché la 53ª in totale. 
Sulla panchina della zebretta viene confermato Kosta Runjaić, allenatore tedesco di origini jugoslave, dopo la 12º posizione in campionato della stagione precedente.

## Rosa
Rosa e numerazione aggiornate al 17 agosto 2025.
| N. |                           | Ruolo | Calciatore                   |
| -- | ------------------------- | ----- | ---------------------------- |
| 1  | Italia (bandiera)         | P     | Alessandro Nunziante         |
| 2  | Georgia (bandiera)        | D     | Saba Goglichidze             |
| 4  | Slovenia (bandiera)       | C     | Sandi Lovric (vice capitano) |
| 5  | Argentina (bandiera)      | C     | Martin Payero                |
| 6  | Spagna (bandiera)         | C     | Oier Zarraga                 |
| 7  | Cile (bandiera)           | A     | Alexis Sánchez               |
| 8  | Svezia (bandiera)         | C     | Jesper Karlström (capitano)  |
| 9  | Inghilterra (bandiera)    | A     | Keinan Davis                 |
| 11 | Costa d'Avorio (bandiera) | D     | Hassane Kamara               |
| 13 | Italia (bandiera)         | D     | Nicolò Bertola               |
| 14 | Francia (bandiera)        | C     | Arthur Atta                  |
| 15 | Costa d'Avorio (bandiera) | A     | Vakoun Bayo                  |
| 16 | Italia (bandiera)         | D     | Matteo Palma                 |
| 17 | Spagna (bandiera)         | A     | Iker Bravo                   |
| 19 | Paesi Bassi (bandiera)    | D     | Kingsley Ehizibue            |
| 20 | Italia (bandiera)         | C     | Simone Pafundi               |

| N. |                        | Ruolo | Calciatore         |
| -- | ---------------------- | ----- | ------------------ |
| 21 | Italia (bandiera)      | C     | Marco Ballarini    |
| 22 | Brasile (bandiera)     | A     | Brenner            |
| 23 | Danimarca (bandiera)   | D     | Thomas Kristensen  |
| 24 | Polonia (bandiera)     | C     | Jakub Piotrowski   |
| 27 | Belgio (bandiera)      | D     | Christian Kabasele |
| 28 | Francia (bandiera)     | D     | Oumar Solet        |
| 29 | Francia (bandiera)     | C     | Abdoulaye Camara   |
| 32 | Paesi Bassi (bandiera) | C     | Jurgen Ekkelenkamp |
| 33 | Zimbabwe (bandiera)    | D     | Jordan Zemura      |
| 38 | Scozia (bandiera)      | C     | Lennon Miller      |
| 40 | Nigeria (bandiera)     | P     | Maduka Okoye       |
| 55 | Italia (bandiera)      | D     | Cristiano De Paoli |
| 77 | Angola (bandiera)      | C     | Rui Modesto        |
| 79 | Slovenia (bandiera)    | C     | David Pejičić      |
| 90 | Romania (bandiera)     | P     | Răzvan Sava        |
| 93 | Italia (bandiera)      | P     | Daniele Padelli    |
| 99 | Cile (bandiera)        | A     | Damián Pizarro     |

## Calciomercato

### Sessione estiva
| Acquisti         | Acquisti             | Acquisti    | Acquisti                   |
| R.               | Nome                 | da          | Modalità                   |
| ---------------- | -------------------- | ----------- | -------------------------- |
| C                | Arthur Atta          | Metz        | definitivo (8 milioni €)   |
| C                | Lennon Miller        | Motherwell  | definitivo (5,5 milioni €) |
| A                | Luca Kjerrumgaard    | Odense      | definitivo (5 milioni €)   |
| D                | Saba Goglichidze     | Empoli      | definitivo (4 milioni €)   |
| D                | Jakub Piotrowski     | Ludogorec   | definitivo (3 milioni €)   |
| P                | Alessandro Nunziante | Benevento   | definitivo (1,5 milioni €) |
| D                | Nicolò Bertola       | Spezia      | gratuito                   |
| D                | Leonardo Buta        | Moreirense  | n.d.                       |
| Altre operazioni |                      |             |                            |
| R.               | Nome                 | da          | Modalità                   |
| C                | Lazar Samardžić      | Atalanta    | fine prestito              |
| D                | Nehuén Pérez         | Porto       | fine prestito              |
| A                | Vakoun Bayo          | Watford     | fine prestito              |
| D                | Enzo Ebosse          | Jagiellonia | fine prestito              |
| A                | Vivaldo Semedo       | Vizela      | fine prestito              |
| D                | Gonçalo Esteves      | Yverdon     | fine prestito              |
| C                | Marco Ballarini      | Lucchese    | fine prestito              |
| A                | Sekou Diawara        | Lucchese    | fine prestito              |

| Cessioni         | Cessioni          | Cessioni    | Cessioni                    |
| R.               | Nome              | a           | Modalità                    |
| ---------------- | ----------------- | ----------- | --------------------------- |
| D                | Jaka Bijol        | Leeds Utd   | definitivo (18 milioni €)   |
| A                | Lazar Samardžić   | Atalanta    | definitivo (14,8 milioni €) |
| D                | Nehuén Pérez      | Porto       | definitivo (13,3 milioni €) |
| A                | Lorenzo Lucca     | Napoli      | prestito (9 milioni €)      |
| A                | Florian Thauvin   | Lens        | definitivo (6 milioni €)    |
| A                | Vivaldo Semedo    | Watford     | n.d.                        |
| D                | Lautaro Giannetti | Antalyaspor | n.d.                        |
| D                | Enzo Ebosse       | Verona      | prestito                    |
| D                | Leonardo Buta     | Eibar       | prestito                    |
| A                | Luca Kjerrumgaard | Watford     | prestito                    |
| D                | Gonçalo Esteves   | Alverca     | prestito                    |
| P                | Edoardo Piana     | Monopoli    | prestito                    |
| Altre operazioni |                   |             |                             |
| R.               | Nome              | da          | Modalità                    |
| C                | Arthur Atta       | Metz        | fine prestito               |
| D                | Isaak Touré       | Lorient     | fine prestito               |

### Sessione invernale
| Acquisti         | Acquisti         | Acquisti         | Acquisti         |
| R.               | Nome             | da               | Modalità         |
| Altre operazioni | Altre operazioni | Altre operazioni | Altre operazioni |
| R.               | Nome             | da               | Modalità         |
| ---------------- | ---------------- | ---------------- | ---------------- |

| Cessioni         | Cessioni         | Cessioni         | Cessioni         |
| R.               | Nome             | a                | Modalità         |
| Altre operazioni | Altre operazioni | Altre operazioni | Altre operazioni |
| R.               | Nome             | da               | Modalità         |
| ---------------- | ---------------- | ---------------- | ---------------- |

## Risultati

### Serie A

#### Girone di andata
| Udine 25 agosto 2025, ore 18:30 CEST 1ª giornata | Udinese | – referto | Verona | Stadio Friuli |

| Milano 31 agosto 2025, ore 20:45 CEST 2ª giornata | Inter | – referto | Udinese | Stadio Giuseppe Meazza |

| Pisa 14 settembre 2025, ore 15:00 CEST 3ª giornata | Pisa | – referto | Udinese | Stadio Arena Garibaldi-Romeo Anconetani |

| Udine 4ª giornata | Udinese | – referto | Milan | Stadio Friuli |

| Reggio Emilia 5ª giornata | Sassuolo | – referto | Udinese | Mapei Stadium - Città del Tricolore |

| Udine 6ª giornata | Udinese | – referto | Cagliari | Stadio Friuli |

| Cremona 7ª giornata | Cremonese | – referto | Udinese | Stadio Giovanni Zini |

| Udine 8ª giornata | Udinese | – referto | Lecce | Stadio Friuli |

| Torino 9ª giornata | Juventus | – referto | Udinese | Juventus Stadium |

| Udine 10ª giornata | Udinese | – referto | Atalanta | Stadio Friuli |

| Roma 11ª giornata | Roma | – referto | Udinese | Stadio Olimpico |

| Udine 12ª giornata | Udinese | – referto | Bologna | Stadio Friuli |

| Parma 13ª giornata | Parma | – referto | Udinese | Stadio Ennio Tardini |

| Udine 14ª giornata | Udinese | – referto | Genoa | Stadio Friuli |

| Udine 15ª giornata | Udinese | – referto | Napoli | Stadio Friuli |

| Firenze 16ª giornata | Fiorentina | – referto | Udinese | Stadio Artemio Franchi |

| Udine 17ª giornata | Udinese | – referto | Lazio | Stadio Friuli |

| Como 18ª giornata | Como | – referto | Udinese | Stadio Giuseppe Sinigaglia |

| Torino 19ª giornata | Torino | – referto | Udinese | Stadio Olimpico Grande Torino |

#### Girone di ritorno
| Udine 20ª giornata | Udinese | – referto | Pisa | Stadio Friuli |

| Udine 21ª giornata | Udinese | – referto | Inter | Stadio Friuli |

| Verona 22ª giornata | Verona | – referto | Udinese | Stadio Marcantonio Bentegodi |

| Udine 23ª giornata | Udinese | – referto | Roma | Stadio Friuli |

| Lecce 24ª giornata | Lecce | – referto | Udinese | Stadio Via del mare |

| Udine 25ª giornata | Udinese | – referto | Sassuolo | Stadio Friuli |

| Bologna 26ª giornata | Bologna | – referto | Udinese | Stadio Renato Dall'Ara |

| Udine 27ª giornata | Udinese | – referto | Fiorentina | Stadio Friuli |

| Bergamo 28ª giornata | Atalanta | – referto | Udinese | Stadio Atleti Azzurri d'Italia |

| Udine 29ª giornata | Udinese | – referto | Juventus | Stadio Friuli |

| Genova 30ª giornata | Genoa | – referto | Udinese | Stadio Luigi Ferraris |

| Udine 31ª giornata | Udinese | – referto | Como | Stadio Friuli |

| Milano 32ª giornata | Milan | – referto | Udinese | Stadio Giuseppe Meazza |

| Udine 33ª giornata | Udinese | – referto | Parma | Stadio Friuli |

| Roma 34ª giornata | Lazio | – referto | Udinese | Stadio Olimpico |

| Udine 35ª giornata | Udinese | – referto | Torino | Stadio Friuli |

| Cagliari 36ª giornata | Cagliari | – referto | Udinese | Unipol Domus |

| Udine 37ª giornata | Udinese | – referto | Cremonese | Stadio Friuli |

| Napoli 38ª giornata | Napoli | – referto | Udinese | Stadio Diego Armando Maradona |

### Coppa Italia

#### Turni eliminatori
| Arbitro: | Bonacina (Bergamo) |

|                    |           |  |
| Atta 43’ Bravo 59’ | Marcatori |  |

| Udine 24 settembre 2025, ore --:-- CEST Sedicesimi | Udinese | – | Palermo | Stadio Friuli |

## Statistiche

### Statistiche di squadra
| Competizione | Punti | In casa | In casa | In casa | In casa | In casa | In casa | In trasferta | In trasferta | In trasferta | In trasferta | In trasferta | In trasferta | Totale | Totale | Totale | Totale | Totale | Totale | DR |
| Competizione | Punti | G       | V       | N       | P       | Gf      | Gs      | G            | V            | N            | P            | Gf           | Gs           | G      | V      | N      | P      | Gf     | Gs     | DR |
| ------------ | ----- | ------- | ------- | ------- | ------- | ------- | ------- | ------------ | ------------ | ------------ | ------------ | ------------ | ------------ | ------ | ------ | ------ | ------ | ------ | ------ | -- |
| Serie A      | -     |         |         |         |         |         |         |              |              |              |              |              |              |        |        |        |        |        |        |    |
| Coppa Italia | -     | 1       | 1       | 0       | 0       | 2       | 0       |              |              |              |              |              |              | 1      | 1      | 0      | 0      | 2      | 0      | +2 |
| Totale       | -     | 1       | 1       | 0       | 0       | 2       | 0       |              |              |              |              |              |              | 1      | 1      | 0      | 0      | 2      | 0      | +2 |

### Andamento in campionato
| Giornata  | 1 | 2 | 3 | 4 | 5 | 6 | 7 | 8 | 9 | 10 | 11 | 12 | 13 | 14 | 15 | 16 | 17 | 18 | 19 | 20 | 21 | 22 | 23 | 24 | 25 | 26 | 27 | 28 | 29 | 30 | 31 | 32 | 33 | 34 | 35 | 36 | 37 | 38 |
| --------- | - | - | - | - | - | - | - | - | - | -- | -- | -- | -- | -- | -- | -- | -- | -- | -- | -- | -- | -- | -- | -- | -- | -- | -- | -- | -- | -- | -- | -- | -- | -- | -- | -- | -- | -- |
| Luogo     | C | T | T | C | T | C | T | C | T | C  | T  | C  | T  | C  | C  | T  | C  | T  | T  | C  | C  | T  | C  | T  | C  | T  | C  | T  | C  | T  | C  | T  | C  | T  | C  | T  | C  | T  |
| Risultato |   |   |   |   |   |   |   |   |   |    |    |    |    |    |    |    |    |    |    |    |    |    |    |    |    |    |    |    |    |    |    |    |    |    |    |    |    |    |
| Posizione |   |   |   |   |   |   |   |   |   |    |    |    |    |    |    |    |    |    |    |    |    |    |    |    |    |    |    |    |    |    |    |    |    |    |    |    |    |    |

Fonte:  Serie A – Classifica, su legaseriea.it.
Legenda:

Luogo: C = Casa; T = Trasferta. Risultato: V = Vittoria; N = Pareggio; P = Sconfitta.

### Statistiche dei giocatori
Sono in corsivo i calciatori che hanno lasciato la società a stagione in corso.
| Giocatore      | Serie A  | Serie A | Serie A     | Serie A    | Coppa Italia | Coppa Italia | Coppa Italia | Coppa Italia | Totale   | Totale | Totale      | Totale     |
| Giocatore      | Presenze | Reti    | Ammonizioni | Espulsioni | Presenze     | Reti         | Ammonizioni  | Espulsioni   | Presenze | Reti   | Ammonizioni | Espulsioni |
| -------------- | -------- | ------- | ----------- | ---------- | ------------ | ------------ | ------------ | ------------ | -------- | ------ | ----------- | ---------- |
| A. Atta        | 0        | 0       | 0           | 0          | 1            | 1            | 0            | 0            | 1        | 1      | 0           | 0          |
| V. Bayo        | 0        | 0       | 0           | 0          | 1            | 0            | 0            | 0            | 1        | 0      | 0           | 0          |
| N. Bertola     | 0        | 0       | 0           | 0          | 0            | 0            | 0            | 0            | 0        | 0      | 0           | 0          |
| I. Bravo       | 0        | 0       | 0           | 0          | 1            | 1            | 0            | 0            | 1        | 1      | 0           | 0          |
| Brenner        | 0        | 0       | 0           | 0          | 0            | 0            | 0            | 0            | 0        | 0      | 0           | 0          |
| K. Davis       | 0        | 0       | 0           | 0          | 1            | 0            | 0            | 0            | 1        | 0      | 0           | 0          |
| J. Ekkelenkamp | 0        | 0       | 0           | 0          | 0            | 0            | 0            | 0            | 0        | 0      | 0           | 0          |
| K. Ehizibue    | 0        | 0       | 0           | 0          | 1            | 0            | 0            | 0            | 1        | 0      | 0           | 0          |
| S. Goglichidze | 0        | 0       | 0           | 0          | 1            | 0            | 0            | 0            | 1        | 0      | 0           | 0          |
| C. Kabasele    | 0        | 0       | 0           | 0          | 0            | 0            | 0            | 0            | 0        | 0      | 0           | 0          |
| H. Kamara      | 0        | 0       | 0           | 0          | 0            | 0            | 0            | 0            | 0        | 0      | 0           | 0          |
| J. Karlström   | 0        | 0       | 0           | 0          | 1            | 0            | 0            | 0            | 1        | 0      | 0           | 0          |
| T. Kristensen  | 0        | 0       | 0           | 0          | 1            | 0            | 0            | 0            | 1        | 0      | 0           | 0          |
| S. Lovric      | 0        | 0       | 0           | 0          | 1            | 0            | 0            | 0            | 1        | 0      | 0           | 0          |
| L. Miller      | 0        | 0       | 0           | 0          | 0            | 0            | 0            | 0            | 0        | 0      | 0           | 0          |
| R. Modesto     | 0        | 0       | 0           | 0          | 0            | 0            | 0            | 0            | 0        | 0      | 0           | 0          |
| M. Okoye       | 0        | -0      | 0           | 0          | 0            | -0           | 0            | 0            | 0        | -0     | 0           | 0          |
| D. Padelli     | 0        | -0      | 0           | 0          | 0            | -0           | 0            | 0            | 0        | -0     | 0           | 0          |
| S. Pafundi     | 0        | 0       | 0           | 0          | 1            | 0            | 0            | 0            | 1        | 0      | 0           | 0          |
| M. Palma       | 0        | 0       | 0           | 0          | 1            | 0            | 0            | 0            | 1        | 0      | 0           | 0          |
| M. Payero      | 0        | 0       | 0           | 0          | 0            | 0            | 0            | 0            | 0        | 0      | 0           | 0          |
| J. Piotrowski  | 0        | 0       | 0           | 0          | 1            | 0            | 0            | 0            | 1        | 0      | 0           | 0          |
| D. Pizarro     | 0        | 0       | 0           | 0          | 0            | 0            | 0            | 0            | 0        | 0      | 0           | 0          |
| A. Sánchez     | 0        | 0       | 0           | 0          | 0            | 0            | 0            | 0            | 0        | 0      | 0           | 0          |
| R. Sava        | 0        | -0      | 0           | 0          | 1            | -0           | 0            | 0            | 1        | -0     | 0           | 0          |
| O. Solet       | 0        | 0       | 0           | 0          | 1            | 0            | 0            | 0            | 1        | 0      | 0           | 0          |
| O. Zarraga     | 0        | 0       | 0           | 0          | 1            | 0            | 0            | 0            | 1        | 0      | 0           | 0          |
| J. Zemura      | 0        | 0       | 0           | 0          | 1            | 0            | 1            | 0            | 1        | 0      | 1           | 0          |